# Dure Limite
Pour la chanson, voir Dure Limite (chanson).
Albums de Téléphone
Au cœur de la nuit
(1980) Un autre monde
(1984)
Singles
1. Ça (c'est vraiment toi)
Sortie : juin 1982
2. Cendrillon
Sortie : octobre 1982
3. Jour contre jour / Dure limite
Sortie : 1982

Dure Limite est le quatrième album studio du groupe Téléphone sorti le 3 juin 1982. Vendu à plus de 400 000 exemplaires, salué par la critique et comportant les tubes Ça (c'est vraiment toi) et Cendrillon.

## Historique
Après trois albums édités chez EMI, Téléphone change de label en signant un contrat avec Virgin. Le groupe a le désir d'exporter sa musique en dehors de la France et vise notamment le marché américain. Téléphone se met donc à la recherche d'un producteur pouvant les y aider. Steve Lillywhite, le premier contacté, décline l'offre et le groupe se tourne ensuite vers Bob Ezrin, producteur de The Wall, qui accepte. L'enregistrement a lieu à Toronto en mars et avril 1982.
Lou Reed d'abord, puis Jean-Louis Aubert avec l'aide d'un ami américain, tentent d'adapter six chansons de l'album en anglais pour une version internationale mais ces adaptations ne sont pas jugées satisfaisantes et la version internationale n'est pas distribuée — sauf sur une version import pressée en Italie.
Les conditions d'enregistrement sont difficiles : malmenés par le producteur Bob Ezrin et les tensions dans le groupe, les membres quittent les sessions un à un avant de revenir — Richard Kolinka allant même jouer pour Alice Cooper (produit aussi par Ezrin) pour son album DaDa paru en septembre 1983.

## Analyse artistique
L'album a une ambiance nettement plus gaie que son prédécesseur, Au cœur de la nuit, notamment à travers des titres comme Ça (c'est vraiment toi), Jour contre jour, Juste un autre genre ou encore Le Chat, écrite, composée et chantée par Corine Marienneau. Le synthétiseur y est utilisé pour la première fois par le groupe.
Cendrillon, écrite, composée et chantée par Louis Bertignac, est un conte de fées qui vire au cauchemar sur la perte de l'innocence. Bertignac affirmera plus tard l'avoir écrite en pensant à Romy Schneider.
Ex-Robin des bois, est une satire politique sur la désillusion des militants socialistes un an après l'élection de François Mitterrand.
Les morceaux Je brûle écrit par Corine Marienneau, et Au bout du rouleau de Jean-Louis Aubert, composés pendant les sessions d'enregistrement, n'ont pas été inclus dans l'album, considérés pas assez "internationaux" par le producteur. Ils seront publiés en 2003 dans le coffret Intégrale studio. Jean-Louis Aubert reprendra Au bout du rouleau en 1989 sur son album Bleu Blanc Vert.
La ligne mélodique de Ce soir est ce soir, qui clôt l'album, a été composée par Ivan Král, guitariste, entre autres, du Patti Smith Group. Iggy Pop aurait décliné l'offre de l'utiliser pour lui-même. Le nom Ivan Král est orthographié Yvan Kral, par erreur, sur certains tirages de l'album. La chanson contient un extrait du second couplet de la chanson You Shook Me All Night Long du groupe AC/DC. Pour des questions de droits d'auteur non résolues, la chanson a été tronquée lors de sa première publication sur CD.

## Tournée
Le 14 juin 1982, Téléphone assure la première partie des Rolling Stones à l'hippodrome d'Auteuil, un rêve qui vire au cauchemar en raison de conditions techniques catastrophiques. D'octobre à décembre, le groupe effectue une tournée française. Le 15 octobre, avant un concert à Montpellier, Louis Bertignac se brise la clavicule en chahutant avec Richard Kolinka et les dates suivantes sont décalées de deux semaines. En mars et avril 1983, une tournée américaine est organisée et le groupe se produit au Canada, à Chicago (devant deux personnes), Los Angeles et New York. En mai et juin, le groupe tourne en Europe avec des concerts en Belgique, aux Pays-Bas, en Allemagne, au Portugal, en Espagne, en Italie et en Grèce.

## Accueil
| Pays   | Ventes    | Certification | Date |
| ------ | --------- | ------------- | ---- |
| France | 400 000 + | Platine       | 1983 |

Dure Limite est un très grand succès, il occupe la première place du classement de ventes d'albums en France pendant sept semaines. Il s'est vendu à plus de 700 000 exemplaires et est certifié disque de platine.
Selon l'édition française du magazine Rolling Stone, Dure Limite est, en 2010, le 3e meilleur album de rock français. Paula Haddad, de Music Story, lui donne 4 étoiles sur 5, évoquant un « son rock avec des titres nerveux, Serrez, Juste un autre genre, et des chansons plus tempérées, Ce soir est ce soir, Le Temps » et comportant le « titre-culte » Cendrillon. Pour le site Forces parallèles, qui lui donne 5 étoiles sur 5, l'album compte deux titres incontournables : Ça (c'est vraiment toi), « le morceau le plus emblématique » du rock français avec Antisocial et L'Aventurier, et Cendrillon, « slow cynique et déjanté » aux « accords fantomatiques désormais légendaires » ; mais aussi d'autres très bons titres tels que Le Chat, le « décapant » Ex-Robin des bois, les agressifs Dure Limite et Juste un autre genre, Serrez, au « rythme rapide et frondeur », et Le Temps, « excellent titre plus atmosphérique ». Dave Thompson, d'AllMusic, lui donne 4 étoiles sur 5, estimant qu'il compte « parmi les albums les plus énergiques de son époque » et mettant en avant « l'ambiance de fête de Ça (c'est vraiment toi), le sauvage riff de guitare du Temps et le rêve sincère et sans fin qu'est Ce soir est ce soir ». Pour Gilles Verlant et Thomas Caussé, dans la Discothèque parfaite de l'odyssée du rock, le groupe « passe véritablement un cap important » avec un album qui « sonne enfin comme le travail d'un groupe en studio et pas seulement une brassée de titres pensés pour le live » et où « les textes d'Aubert montrent un niveau inédit de maturité et de réflexion sociopolitique ».

## Liste des chansons
Toutes les paroles sont écrites par Jean-Louis Aubert, toute la musique est composée par Téléphone, sauf indication contraire.
| No  | Titre                   | Paroles                                            | Musique               | Durée |
| --- | ----------------------- | -------------------------------------------------- | --------------------- | ----- |
| 1.  | Dure limite             |                                                    |                       | 4:36  |
| 2.  | Ça (c'est vraiment toi) |                                                    |                       | 4:26  |
| 3.  | Jour contre jour        |                                                    |                       | 3:33  |
| 4.  | Ex-Robin des Bois       |                                                    |                       | 3:23  |
| 5.  | Le Chat                 | Corine Marienneau, Jean-Louis Aubert               |                       | 4:55  |
| 6.  | Serrez                  |                                                    |                       | 3:57  |
| 7.  | Le Temps                | Aubertignac (Jean-Louis Aubert et Louis Bertignac) |                       | 4:13  |
| 8.  | Cendrillon              | Louis Bertignac                                    |                       | 3:57  |
| 9.  | Juste un autre genre    | Aubertignac                                        |                       | 3:20  |
| 10. | Ce soir est ce soir     | Jean-Louis Aubert                                  | Ivan Král / Téléphone | 6:23  |

## Personnel

### Téléphone
- Jean-Louis Aubert : chant, guitare rythmique
- Louis Bertignac : guitare solo, chant (sur Cendrillon), chœurs
- Corine Marienneau : basse, chœurs chant (sur Le Chat)
- Richard Kolinka : batterie, percussions

### Équipe technique
- Bob Ezrin : production, claviers
- François Ravard : manager
- Dominique « Cow-Boy » Forestier : ingénieur du son
- Ian McDougall : saxophone sur Le Chat